# Véronique (christianisme)
Pour les articles homonymes, voir Véronique.

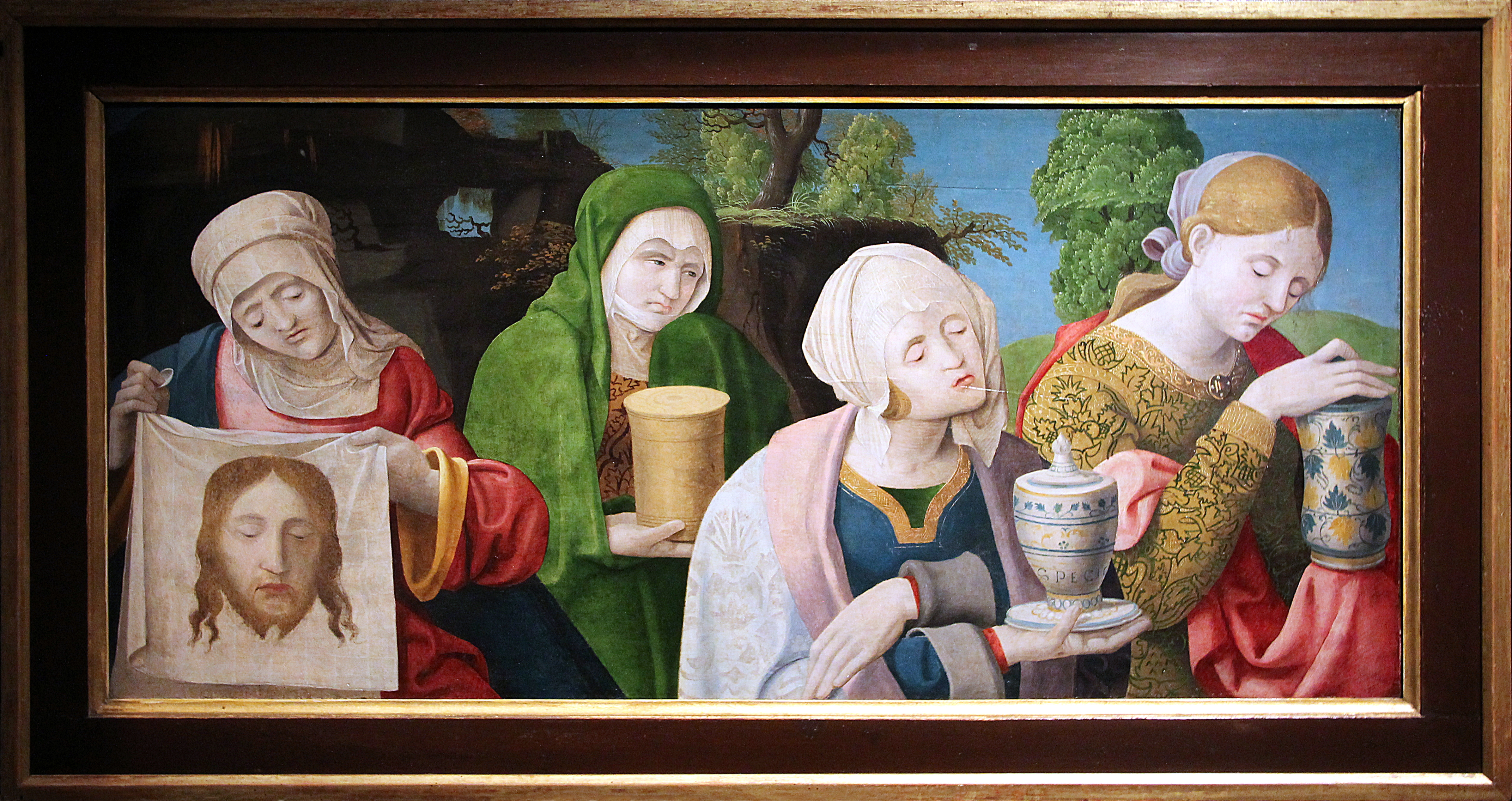
Sainte Véronique et les saintes (Hôtel Dieu à Cluny).

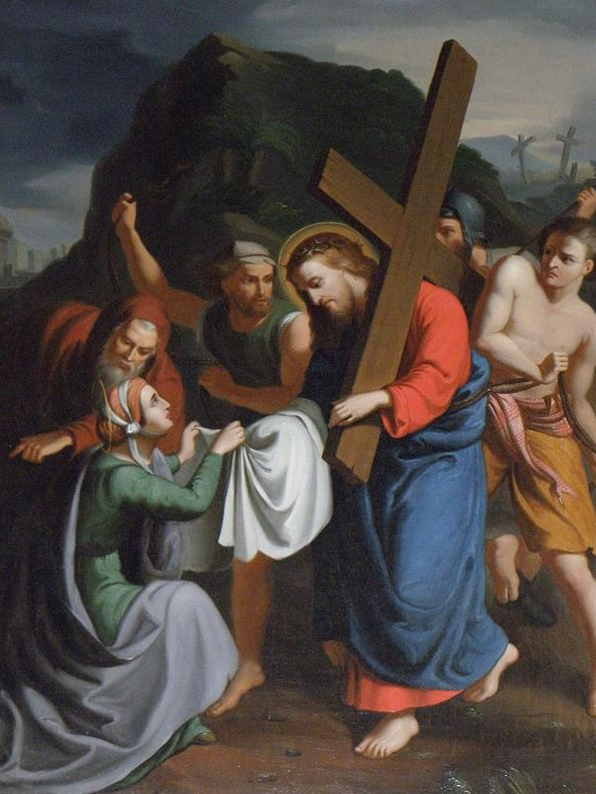
Sixième station du chemin de croix : Véronique et Jésus.

Véronique, Véronne ou Bérénice est un personnage de l'époque néotestamentaire, dont l'histoire se répand entre les VIIe et VIIIe siècles. Dans sa version la plus connue, il s'agit d'une femme pieuse de Jérusalem qui, poussée par la compassion lorsque Jésus-Christ portait sa croix au Golgotha, lui donna son voile pour qu'il pût s'essuyer le front. Jésus accepta et, après s'en être servi, le lui rendit avec l'image de son visage qui s'y était miraculeusement imprimée (d'où la croyance dans le « voile de Véronique », à ne pas confondre avec le Mandylion et encore moins avec le Saint-Suaire). Les catholiques romains fêtent sainte Véronique le 4 février, et les orthodoxes le 12 juillet.
C’est seulement au XVe siècle, sous l’influence du théâtre des mystères, que se popularise la légende de Véronique associée à la Passion du Christ et à la Sainte Face et que se développe la vénération de la sainte à tel point qu'elle devient la figure traditionnelle de la sixième station du chemin de croix.
Assimilée à plusieurs figures féminines du Nouveau Testament, elle fait l'objet d'un complexe iconographique structuré qui participe au processus de mythologisation de la figure du Christ et permet probablement de légitimer la présence de la relique du voile de Véronique dans la basilique Saint-Pierre.

## Nouveau Testament
Cet épisode n'apparaît pas dans le Nouveau Testament, mais à partir du IVe siècle, le nom de Bérénice (« Βερενίκη » Berenikê, mot macédonien signifiant « qui porte la victoire », latinisé en « Véronique ») est donné à la femme anonyme qui dans les Évangiles synoptiques souffre d’hémorragies chroniques avant d'être guérie miraculeusement en touchant le vêtement que porte Jésus, ce qui sur le moment lui retire une grande force.

## L'étymologie
L'étymologie populaire a ensuite rapproché le nom de Véronique des mots latins qui signifient « vraie » (vera) et « image » (icon, -is, fém).

## L'iconographie chrétienne
L'iconographie chrétienne représente traditionnellement Véronique tenant un tissu où s'est imprimé le visage de Jésus.
Dans le livre d'heures d'Étienne Chevalier illustré par Jean Fouquet, une lettrine montre Véronique présentant le voile miraculeux, avec, au second plan, un rappel iconographique du chemin de croix. Véronique agenouillée à droite attend avec un voile l'arrivée de Jésus. En bas à droite la méchante forgeronne fabrique les clous de la croix.

## Identité

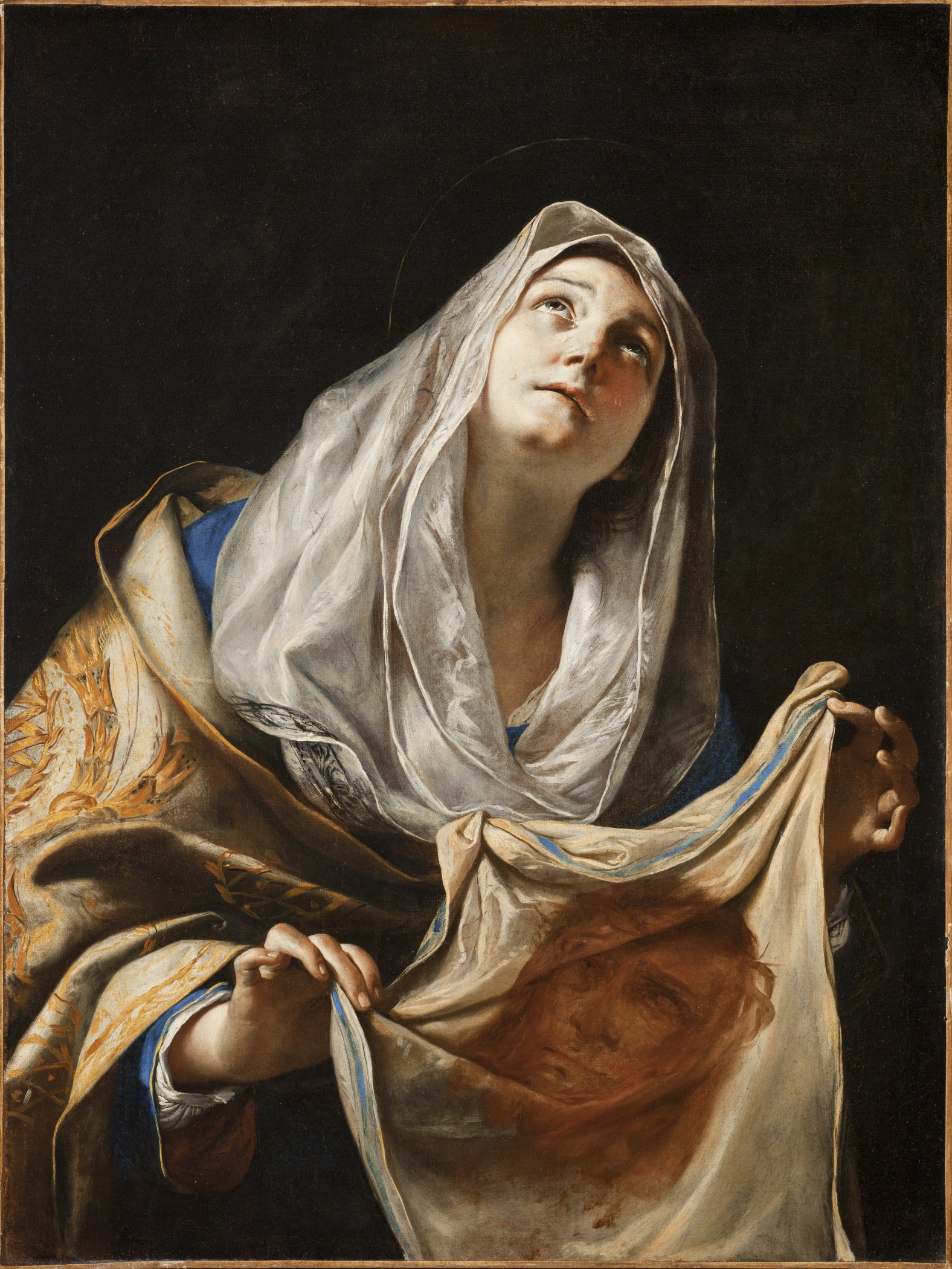
Véronique par Mattia Preti.

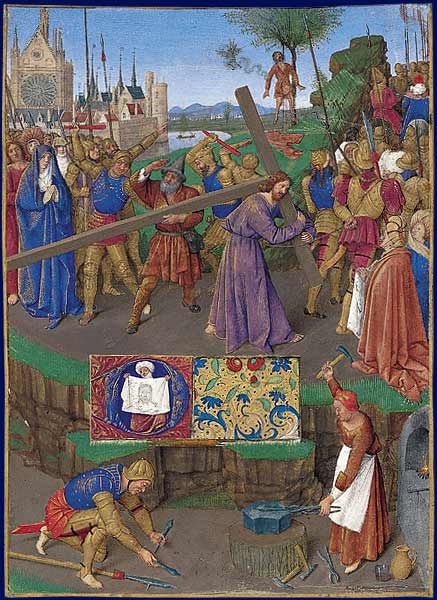
Jean Fouquet, les Heures d'Étienne Chevalier.

Au IVe siècle, Eusèbe de Césarée relate dans son Histoire ecclésiastique (livre VII, § XVIII) avoir vu lui-même à Panéas (aussi connue sous le nom de Césarée de Philippe), devant la maison de la femme hémorroïsse « que les Saints Évangiles nous apprennent avoir trouvé auprès de Notre Sauveur la délivrance de son mal » (Mt 20) se trouvait une statue représentant Jésus « magnifiquement drapé dans un manteau » guérissant cette femme ; à ses pieds était figurée une magnifique plante médicinale, « antidote pour toutes sortes de maladie ». Dans les Actes de Pilate cette hémorroïsse vient témoigner en faveur de Jésus et déclare s'appeler Bérénice. La tradition chrétienne a retenu qu'il s'agissait de sainte Véronique.
Une tradition chrétienne dont le plus ancien témoin connu semble être contenu dans des sermons de Bernard Gui (1261-1331) parle d'une Véronique (Bérénice) qui serait morte à Soulac dans le Bordelais. Elle serait venue en Gaule avec son mari Zachée (le Juste). Après la Grande révolte juive et la prise de Jérusalem (70), Zachée et Bérénice auraient été exilés à Rocamadour. Il ne faut pas confondre cette princesse appelée Bérénice qui est en fait sainte Véronique (déformation classique du nom) avec Bérénice, la sœur du roi Agrippa II.
Bernard Gui assimile Zachée avec saint Amadour, venu en Gaule et qui s'installa dans une grotte du Quercy (Rocamadour), avec son épouse Véronique (Bérénice) qui serait morte à Soulac dans le Bordelais. Dans ses sermons, Bernard Gui associe saint Martial du IIIe siècle, appelé « l'apôtre des Gaules » ou « l'apôtre d'Aquitaine » à saint Amadour qui lui aussi aurait été « l'apôtre d'Aquitaine » deux siècles avant saint Martial. Celui-ci aurait d'ailleurs fondé une église en l'honneur de sainte Véronique à Soulac, lieu traditionnel de sa mort. Cette église a été ensevelie sous les dunes, mais a été dégagée entre 1860 et 1864. Zachée pour sa part serait mort à Rocamadour où a été fondé par la suite le sanctuaire portant son surnom.

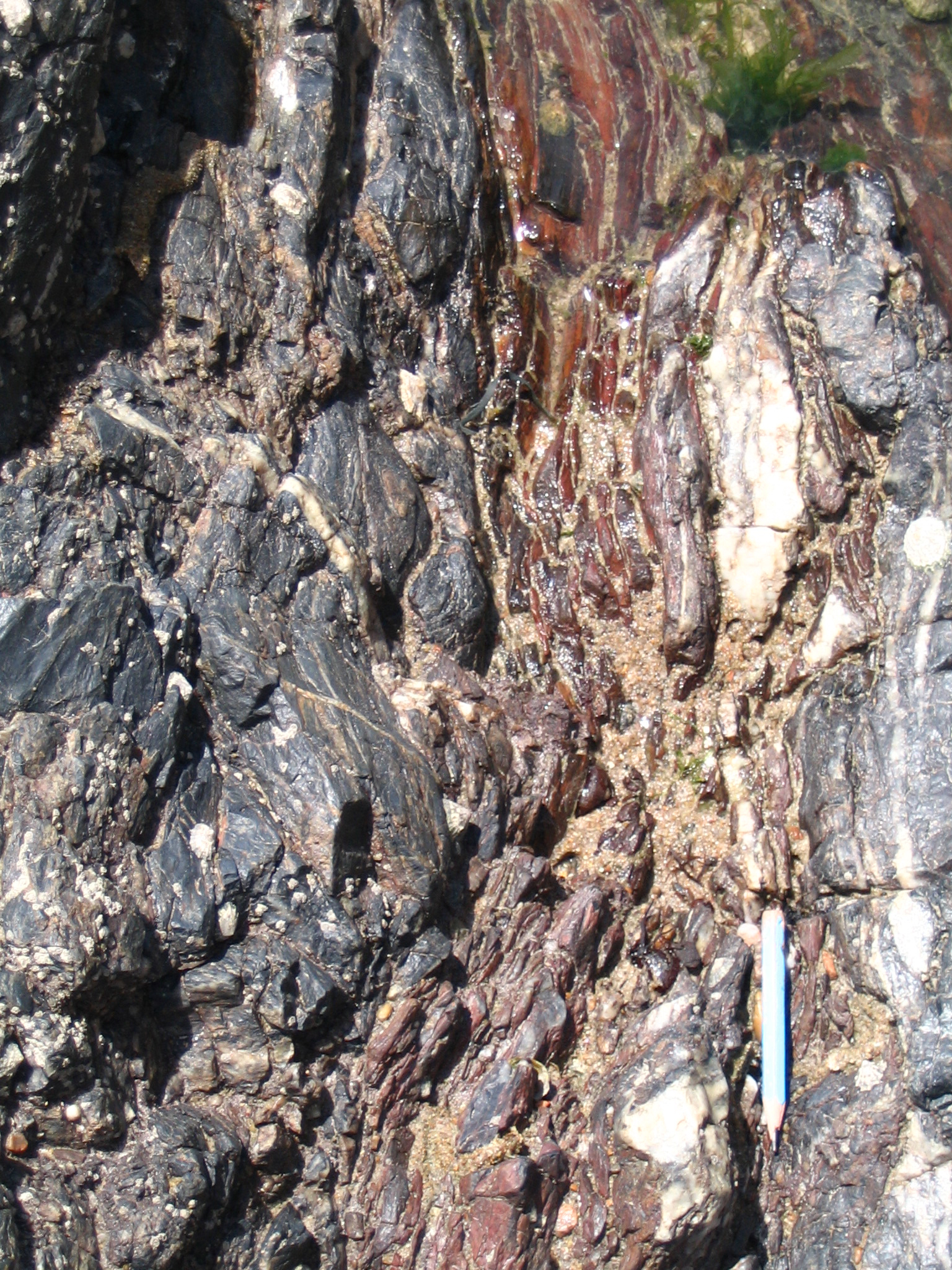
Gros plan du Rocher Sainte Véronique (composé de jaspe), estran de Brétignolles, Vendée, France.

## Le développement de la tradition

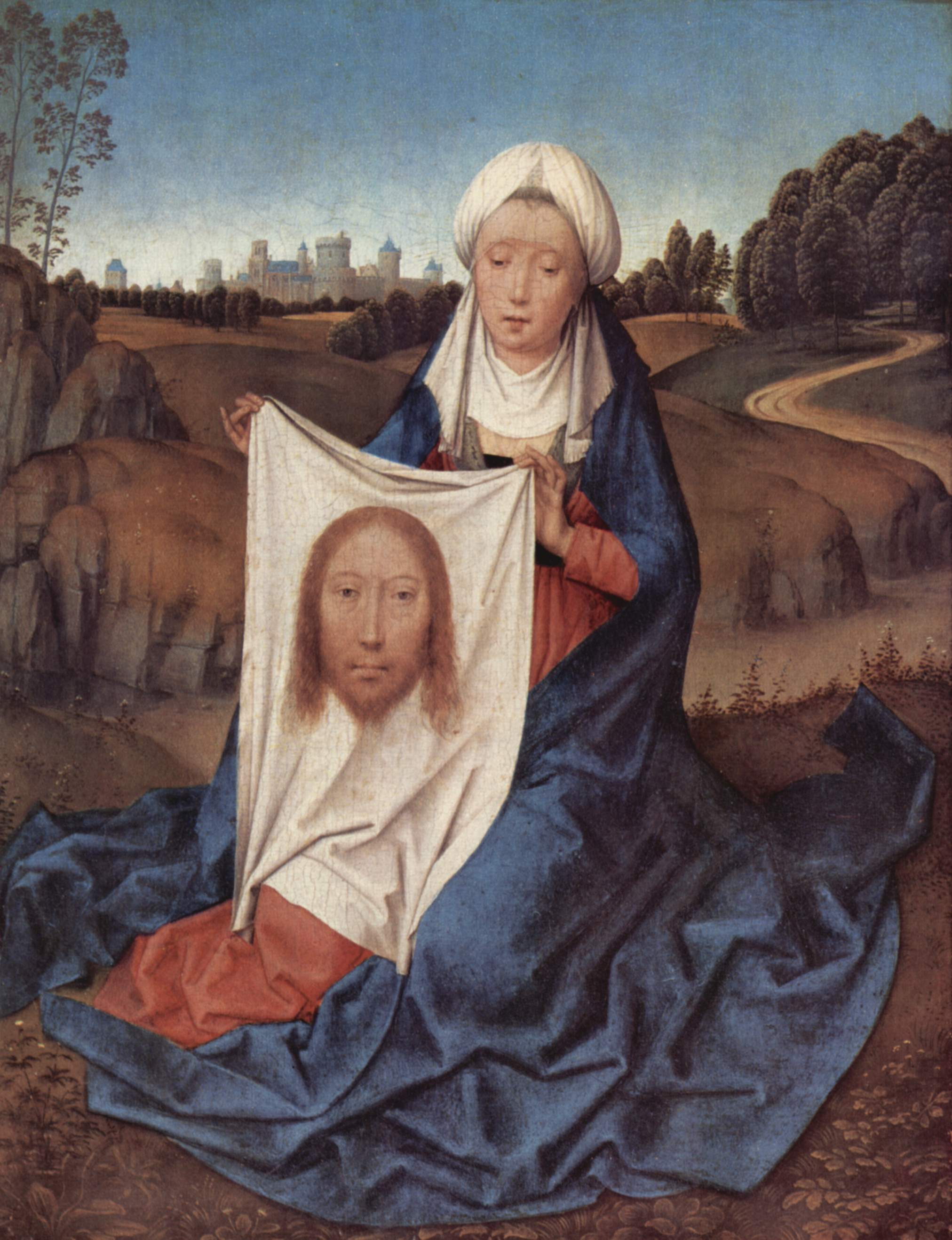
Véronique par Memling.

Un passage commun aux trois évangiles synoptiques (Marc Mc 5:25-34, Matthieu Mt 9:20-22, et Luc Lc 8:43-48), raconte la guérison miraculeuse d'une femme atteinte d'hémorragies chroniques et qui touche le vêtement de Jésus. Cette femme n'est pas nommée (on parle de la « femme hémorroïsse »), et n'intervient pas ailleurs dans les évangiles.
En Occident, elle a été identifiée avec un autre personnage des évangiles, Marthe de Béthanie, dont le deuxième nom pourrait être Bérénice. Selon les sources juives, Marthe de Béthanie est Martha fille de Boethus, une veuve qui avait épousé le grand prêtre Jésus de Gamala et qui avait payé une somme considérable au roi Agrippa II pour qu'il le désigne comme grand prêtre.
Au IVe siècle Eusèbe de Césarée rapporte dans son Histoire ecclésiastique (VII 18), que la femme venait de Césarée de Philippe, et qu'on y voit une statue de bronze la représentant agenouillée au pied du Christ.
Dans la version grecque (recension A) des Actes de Pilate, un apocryphe qui date du IVe siècle, elle intervient pour le défendre lors du procès de Jésus sous le nom de Bérénice (Berenikè, ou Beronikè). Mais c'est dans des versions latines de ce texte, dans lesquelles Bérénice devient Véronique (Veronica), qu'apparaît la plus ancienne version de l'histoire du voile de Véronique. Il s'agit d'un épisode mis en appendice, la Cura sanitatis Tiberii  (La guérison de Tibère (la)), dont le plus ancien manuscrit date du VIIIe siècle.
Véronique, en témoignage d'amour et gratitude, a peint un portrait de Jésus de son vivant (Imago Christi), qu'elle présente à l'empereur Tibère, ce qui le guérit d'une infirmité. Tibère offre à Véronique des richesses, fait construire un sanctuaire pour le portrait, se convertit et se fait baptiser. Il est probable que cet épisode a été forgé sur l'exemple de la légende de l'image d'Édesse en remplaçant Abgar par Tibère, et Thaddée par Véronique.

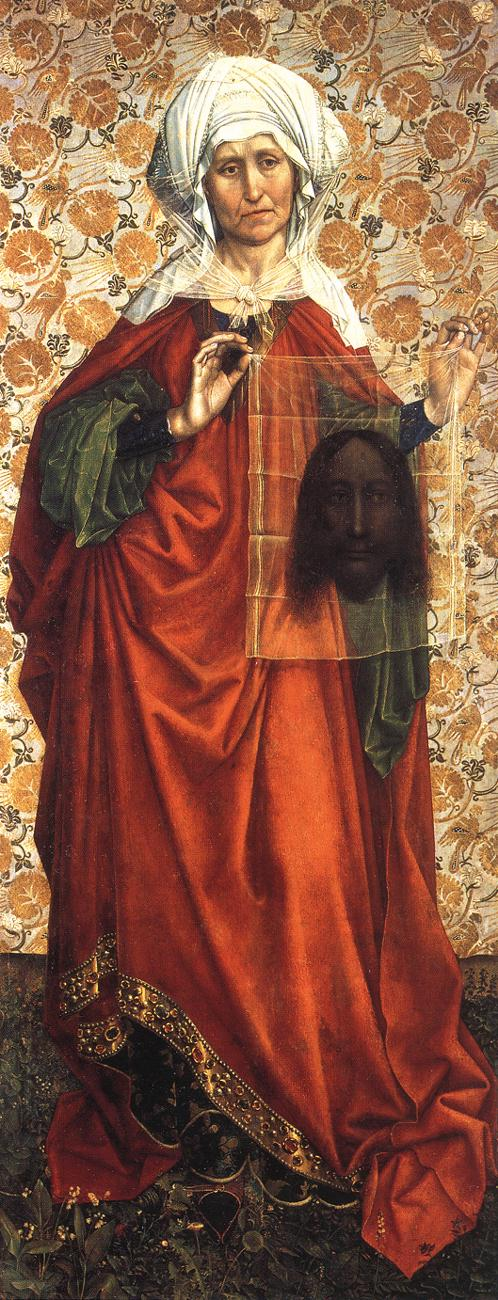
Véronique représentée par Robert Campin sous les traits d’une matrone coiffée d’un turban, par allusion à ses prétendues origines syriennes.

La dérivation du nom de Veronica à partir des mots Vera Icon (eikon), « image fidèle », remonte aux Otia Imperialia (III 25) de Gervais de Tilbury (vers 1211), où on lit : Est ergo Veronica pictura, Domini veram secundum carnem representans effigiem a pectore superius...
La Catholic Encyclopedia de 1913 déclare à ce propos :
La croyance en l'existence d'authentiques images du Christ est liée à l'ancienne légende du roi Abgar d'Édesse et aux apocryphes tardifs connus sous le nom de Vindicta Salvatoris (« Vengeance du Sauveur (la) », du IVe siècle) et de Mors Pilati (« Mort de Pilate (la) », récit latin qu’Anton Emanuel Schönbach (de) date du VIIe siècle)). Pour distinguer à Rome la plus ancienne et la plus connue de ces images, on l'appela la vera icon (l'image authentique), qui, dans la langue commune, est rapidement devenue « Veronica ».

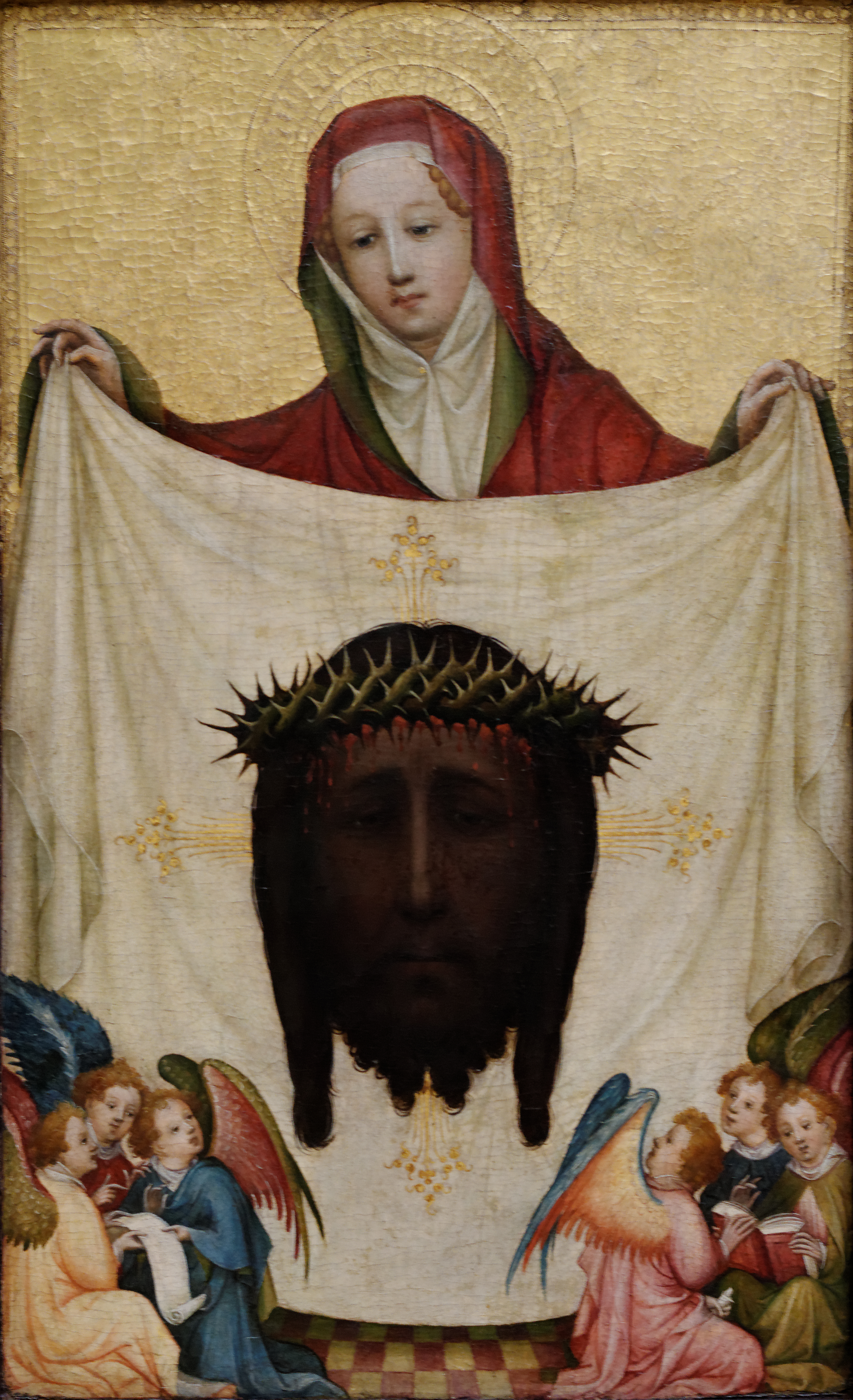
Sainte Véronique au Suaire, Maître de la Véronique vers 1420.

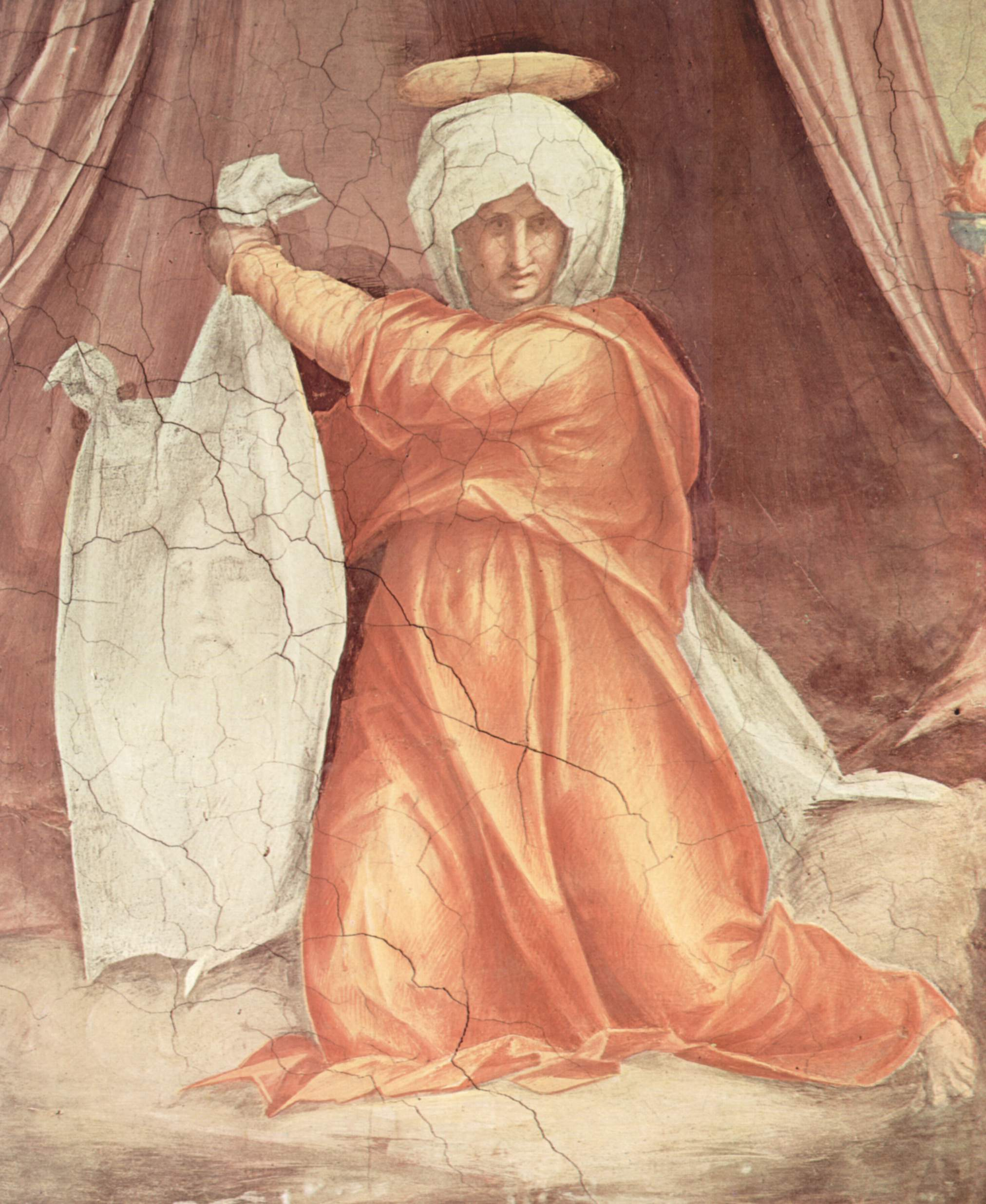
Sainte Véronique, Pontormo.

C'est ainsi qu'elle est désignée dans plusieurs textes médiévaux mentionnés par les Bollandistes (par exemple un ancien missel d'Augsbourg à une messe « de S. Veronica seu vultus Domini ») qui parlent de « Sainte Véronique, ou le visage du Seigneur », et Matthieu de Westminster parle de l'empreinte de l'image du Sauveur qui s'appelle Veronica : « Effigies Domenici vultus quae Veronica nuncupatur » (« effigie du visage du Seigneur qui est appelée un Véronique »). Dans la tradition latine, la sixième station du Chemin de croix évoque cette femme qui aurait bravé la foule hostile et utilisé le voile qui couvrait sa tête pour essuyer le visage du Christ pendant sa montée au Calvaire. L'image supposée avoir été recueillie sur ce linge prit le nom de Sainte Face. Une tradition occidentale fait de Véronique l'épouse de saint Amadour. L'hagiographe Bernard Gui rapporte dans Sanctoral ou miroir des Saints que tous deux seraient allés jusqu'à Soulac et Rocamadour.
Selon une des nombreuses traditions, Véronique aurait plié le linge en trois et trois empreintes identiques du visage du Christ seraient apparues : elle aurait légué l'une d'elles à Clément de Rome où la relique apparaît vers 705. Mais de nombreux voiles de Véronique font également leur apparition dès le Haut Moyen Âge (à Milan, à Jaén en Espagne). À Rome, il aurait été volé ou aurait disparu, peut-être en 1506 ou lors du sac en 1527 mais serait réapparu lors de la réouverture de son reliquaire dans la basilique en 1907). La querelle de ces revendications est attestée dès le XIIe siècle par l'ecclésiastique Giraud de Barri dans son ouvrage Speculum ecclesiae. Le sanctuaire de Manoppello le revendique aussi. Beaucoup d'historiens pensent qu'il s'agit d'une icône byzantine rapportée en Occident lors du retour des Croisés. Plusieurs copies (la « Véronique aux yeux fermés », différente du voile original dans lequel elle avait les yeux ouverts) ont été réalisées pour des personnes de haut rang, comme celle en 1617, pour Constance d'Autriche et qui est conservée au palais d'Hofburg à Vienne.
L'un des quatre piliers, qu'au début du XVIIe siècle le pape Urbain VIII fit aménager par le Bernin pour soutenir le dôme de la basilique de Saint-Pierre de Rome, abrite la Santa Veronica (1629-1639) du sculpteur orvietan Francesco Mochi présentant le Volto Santo (Sainte-Face), linge portant l’image d’un homme barbu provenant de Jérusalem.